# Salena Jones

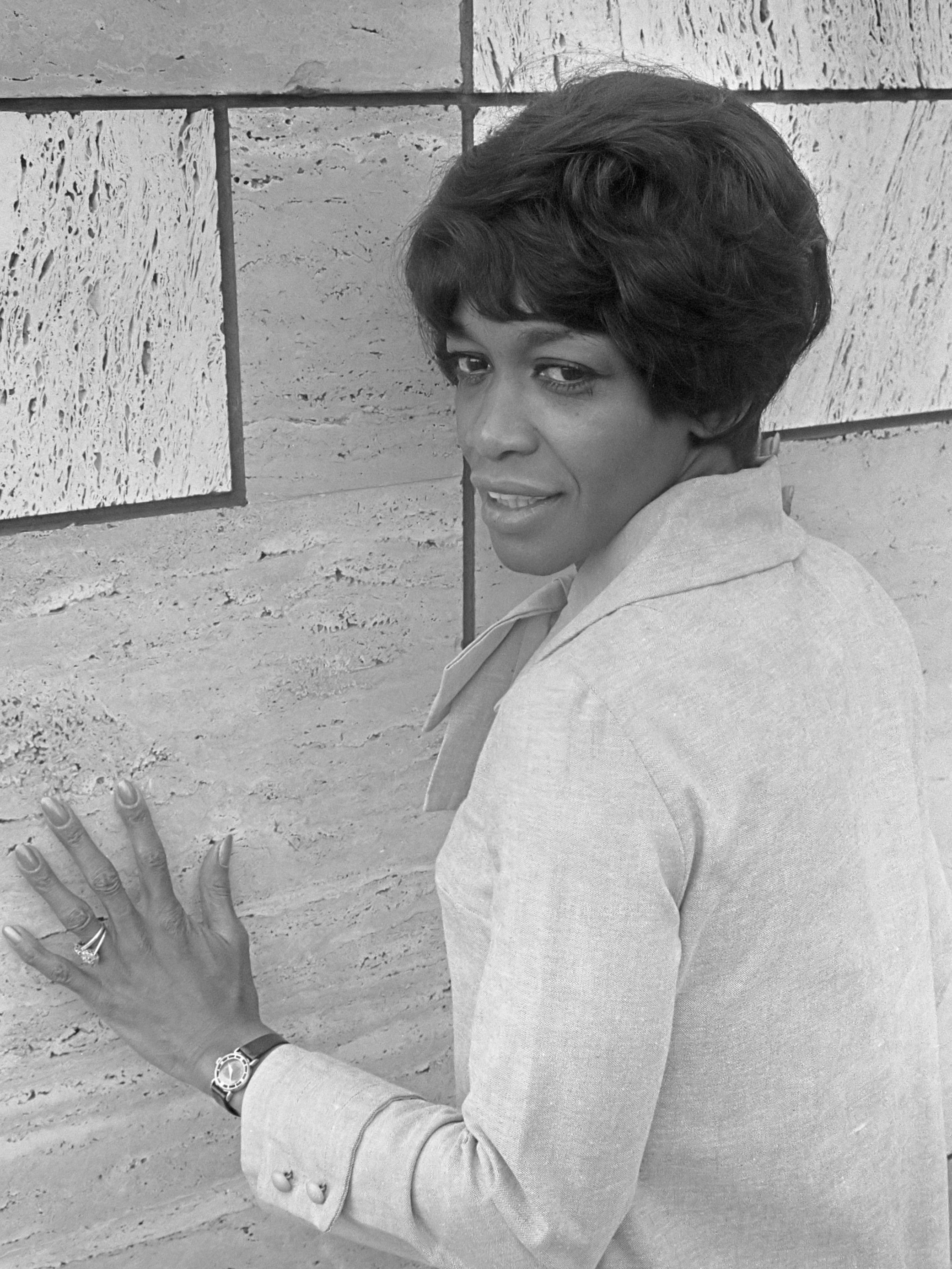
Salena Jones (1970)

Salena Jones (* 29. Januar 1938 in Newport News als Joan Elizabeth Shaw) ist eine amerikanische Jazz- und Popsängerin, die zunächst als Joan Shaw Karriere machte. Seit 1965 tritt sie international als Salena Jones auf.

## Leben und Wirken
Jones wuchs als eine direkte Nachfahrin von Crazy Horse in Virginia auf, wo sie zunächst in der Kirche und in der Schule sang. Bereits 1949 begann sie in New York City ihre professionelle Karriere in den Clubs von Manhattan, bevor sie im Apollo Theater in Harlem den Amateurwettbewerb mit ihrer Interpretation des „September Song“ gewann. Noch bevor sie ihren eigenen Plattenvertrag erhielt, war sie an Demoplatten von Peggy Lee, Brenda Lee und Lena Horne beteiligt.
Mit ihrem eigenen „Blues Express Orchestra“ tourte sie von New York aus als Joan Shaw ausgiebig durch die USA. Bis zu ihrem fünfzehnten Lebensjahr nahm sie 15 Singles auf, die großteils dem R&B zugeordnet werden können (die erste wurde 1949 veröffentlicht, als sie elf Jahre alt war). Zeitweilig gehörte King Curtis zu ihrer Band; sie arbeitete auch mit Johnnie Ray, LaVern Baker, Arthur Prysock und Frankie Lymon zusammen. In New York konzertierte sie regelmäßig im Village Vanguard, im Minton’s Playhouse und im Wells Supper Club. Sie trat auch mit Louis Armstrong, Duke Ellington. Cab Calloway und Big Maybelle auf. 1961 erschien ihr Debütalbum Joan Shaw Sings for Swingers, gefolgt von Joan Shaw in Person (1963). Leonard Feather wertete daraufhin Joan Shaw neben Peggy Lee, Ella Fitzgerald und Nancy Wilson als eine der Jazzsängerinnen des Jahres.
Mitte der 1960er Jahre migrierte Jones, besorgt über den Rassismus in den USA, nach Spanien, wo sie mit Dexter Gordon auftrat. 1965 zog sie nach London, wo sie auf Anraten ihres Managements unter dem Namen Salena Jones ihre Karriere fortsetzte. Zunächst trat sie sieben Wochen lang im Ronnie Scott’s Jazz Club auf (wo sie bis 2024 immer wieder sang) und entwickelte sich zu einer zentralen Figur der britischen Jazzszene. Mit The Moment of Truth (1969), das sie mit dem Orchester ihres Gatten, Keith Mansfield, einspielte, setzte sie ihre Plattenkarriere fort. In der Folge tourte sie in Europa, Südafrika, Südamerika und seit 1978 auch in Japan, wohin sie jährlich zurückkehrte und wo auch die meisten ihrer weiteren Alben produziert wurden.
Jones arbeitete mit Eddie Harvey, Hank Jones, Ray Brown, Sarah Vaughan, Maynard Ferguson, Mark Murphy, Lionel Hampton, Kenny Burrell, Richie Cole, Dudley Moore, Roy Budd, Toots Thielemans, Tom Jones, Antonio Carlos Jobim und wiederholt mit der BBC Big Band. 1992 tourte sie mit dem Royal Philharmonic Orchestra. 2006 eröffnete sie das Shanghai International Jazz Festival. 2011 legte sie unter dem Titel Have You Met Miss Jones ihre Autobiographie im Selbstverlag vor. Bis 2025 hat sie dreiundvierzig Alben unter eigenem Namen und zweiundzwanzig Singles veröffentlicht.